# Spaans-Engelse Oorlog (1585-1604)
De Spaans-Engelse Oorlog (1585-1604) was een conflict tussen Spanje en Engeland. De oorlog is vooral bekend om de mislukte invasie van Engeland door de Spaanse Armada in 1588.

## Oorzaak
Engeland was al zeer anti-Spaans en anti-katholiek geworden na het beleid van Maria Tudor ("Bloody Mary"), die samen met haar man Filips II van Spanje een waar terreurbewind tegen het protestantisme in Engeland had uitgeoefend. In 1558 was haar jongere protestantse zuster Elizabeth I haar opgevolgd, zeer tegen de zin van Filips II. Vanaf 1560 bevochten Engelse en Spaanse kapers elkaar in West-Indië en op de Atlantische Oceaan. Verder was er de Engelse slavenhandel, waarin een hoofdrol werd gespeeld door de ontdekkingsreizigers en kapers John Hawkins en Francis Drake, die door de Spaanse regering werden gezien als smokkelaars en piraten. Hawkins en Drake doorbraken inderdaad het Spaanse handelsmonopolie in Amerika met hun intensieve kaapvaart. Drake bezette in 1568 zelfs verschillende Spaanse kolonies langs de kust van Florida.
Er zouden nooit formele oorlogsverklaringen volgen, maar 1585 wordt meestal als het beginjaar van deze Spaans-Engelse oorlog beschouwd. In dat jaar, toen de Opstand er somber voorstond na de moord op Willem van Oranje in 1584, hadden de Staten-Generaal van de Nederlandse Republiek Elizabeth de soevereiniteit aangeboden, om daarmee onder de bescherming van een protestantse mogendheid te komen, maar voor zo'n avontuur in continentaal Europa schrok zij terug. Uiteindelijk vertrok er toch een Engels expeditieleger onder bevel van haar vertrouweling Robert Dudley, graaf van Leicester, naar Nederland om de opstandelingen te steunen en een deel van het bestuur over te nemen, vooral in militaire aangelegenheden.
In 1587 liet koningin Elizabeth Maria I van Schotland, die in ballingschap in Engeland verbleef, onthoofden wegens samenzwering tegen haar bewind. Er ging een golf van afgrijzen door katholiek Europa. In haar testament bleek Maria haar aanspraak op de Engelse troon aan Filips II te hebben overgedragen. Filips II kreeg hiervoor steun van paus Pius V.

## Verloop
Filips liet in 1587 een enorme vloot bouwen, die de Spaanse Armada genoemd zou worden. 37 schepen werden echter door Drake in een verrassingsaanval vernietigd bij Cádiz. Dit leidde tot enig uitstel, maar in 1588 voer de Armada dan toch uit, om een Spaanse invasiemacht vanuit Vlaanderen over te zetten naar Engeland. Samen met de Spaanse troepen aan boord zouden die een overweldigende macht tegen Engeland vormen. De Armada werd echter aangevallen in Grevelingen door de Engelse vloot, terwijl de Nederlanders de Vlaamse havens blokkeerden. De Spaanse vloot was gedwongen om rondom Schotland en Ierland te zeilen om weer terug naar Spanje te kunnen keren. Een groot deel van de Spaanse schepen leed schipbreuk door stormachtig weer.
Deze dramatische episode versterkte de positie van koningin Elizabeth en markeerde het begin van de opkomst van Engeland als maritieme mogendheid. Engeland ging door met de kaapvaart en bleef de Nederlanders steunen in de Tachtigjarige Oorlog, hoewel de missie van Leicester in de Nederlanden al snel werd afgebroken wegens militaire nederlagen en ernstige competentiegeschillen.
In 1589 voeren Drake en John Norreys uit om de Spaanse vloot in de Atlantische Oceaan te bestrijden en Amerikaanse zilver- en goudtransporten te kapen. Een van de andere Engelse doelen was het steunen van Portugal, dat in 1580 door Spanje geannexeerd was. Elisabeth richtte voor de financiering van een invasie een 'joint venture' op.

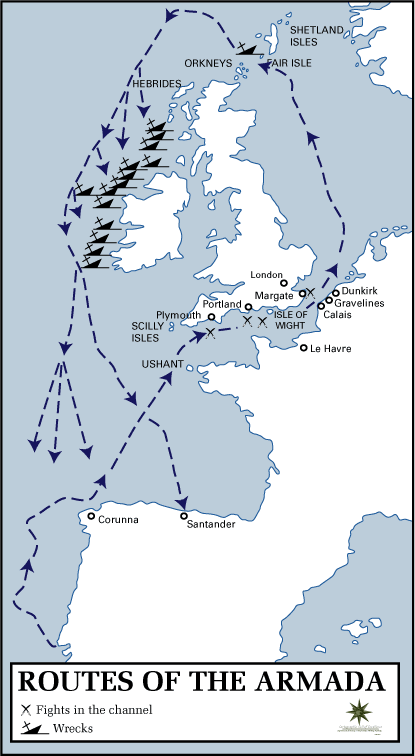
Route van de Spaanse Armada in 1588

De invasie door deze zogenaamde Engelse Armada mislukte echter, voornamelijk omdat de gehoopte opstand van de Portugezen uitbleef. Drake moest het beleg van Lissabon afbreken.
Dit was een kostbare tegenslag voor Engeland. Ondertussen was de Spaanse maritieme macht enigszins hersteld en Spanje organiseerde de konvooien van en naar Amerika daarna veel beter. De Spanjaarden slaagden er in 1591 zelfs in om de Engelse kapersvloot bij de Azoren te verslaan en tot zinken te brengen, waarbij het vlaggenschip HMS Revenge van Richard Grenville in Spaanse handen viel. Dit was het enige Engelse schip dat in die oorlog door de Spanjaarden veroverd werd. Hoewel de Spanjaarden kort daarna veel schepen verloren in een storm, waren de Spaanse konvooien daarna voor enige tijd betrekkelijk veilig voor Engelse kaperij.
Tijdens een expeditie naar de Caraïben (1595-1596) stierven Drake en Hawkins, hetgeen een zware tegenslag was voor de Engelsen, die hierbij ook nog veel soldaten en schepen verloren. In 1595 voerde Carlos de Amésquita een prikactie uit op het zuidengelse Penzance, plunderde de stad en de voorraden, droeg een mis op en trok snel weer terug, voordat de Engelsen er iets tegen hadden kunnen doen. In 1596 lanceerden de Engelsen en de Nederlanders een nieuwe aanval op Cádiz, die ze wonnen, maar de Spanjaarden staken zelf hun konvooien in brand zodat de expeditie met lege handen moest terugkeren. In 1597 mislukte nog een Engelse expeditie naar de Azoren. Spanje zette de Duinkerker kapers aan om de Engelse en Nederlandse koopvaardij te belagen.
Hierna verplaatste het Engels-Spaanse strijdtoneel zich naar Frankrijk, waar de Spanjaarden al volop betrokken waren in de Hugenotenoorlogen, waarin protestanten en katholieken elkaar al tientallen jaren naar het leven stonden. De Spanjaarden stuurden een geducht leger naar Bretagne, waar zij de Engelsen een heel eind terugdreven; alleen in Brest konden de Engelsen en de Franse protestanten standhouden. De strijd breidde zich uit naar Normandië, waar door Engeland opnieuw een invasie overwogen werd. Engeland stuurde toch nog een expeditieleger van 2000 man naar Frankrijk. In 1598 sloten Frankrijk en Spanje echter de Vrede van Vervins, waarmee een eind kwam aan de Hugenotenoorlogen. Krachtens het Edict van Nantes werd in datzelfde jaar een religieus compromis bereikt.

## Afloop
In 1595 brak er een opstand uit in Ierland onder leiding van Hugh O'Neill en Red Hugh O'Donnell. De Spanjaarden ondersteunden de katholieke Ieren in hun vrijheidsstrijd. In 1601 stuurden ze een kleine Vierde Armada naar Ierland om het stadje Kinsale te bezetten. De Engelsen belegerden Kinsale en vernietigden het Ierse ontzettingsleger tijdens de Slag bij Kinsale.
Filips II stierf in 1598 en zijn opvolger Filips III was veel minder gemotiveerd dan zijn voorganger om Engeland op de knieën te dwingen. In 1603 stierf Elizabeth en gaven de Ieren zich over. Haar opvolger Jacobus I van Engeland wilde ook af van deze oorlog . Het Verdrag van Londen (1604) beëindigde de vijandelijkheden tussen Engeland en Spanje. Engeland trok zich terug uit de Tachtigjarige Oorlog en zou tot aan de Spaanse Successieoorlog, die begon in 1701, niet meer betrokken zijn bij militaire conflicten op het Europese continent.
Hoewel velen de oorlog tussen Spanje en Engeland zien als een nederlaag voor Spanje, valt daar wat op af te dingen. Een belangrijk doel van Filips II, namelijk Engeland tot het katholicisme te bekeren, werd niet bereikt, maar de zware verliezen van de Engelsen vertraagden de kolonisatie van Noord-Amerika en stelden Spanje in staat om zijn nog kwetsbare bezittingen op het westelijk halfrond te consolideren. Engeland was wel een maritieme mogendheid geworden, maar de overmacht van Spanje op het Europese vasteland bleef behouden en haar maritieme en koloniale macht bleven aanzienlijk. Pas tijdens de Dertigjarige Oorlog, die in 1648 eindigde, zou Spanje zijn sleutelpositie als Europese mogendheid verliezen.